# Souvrství Oldman

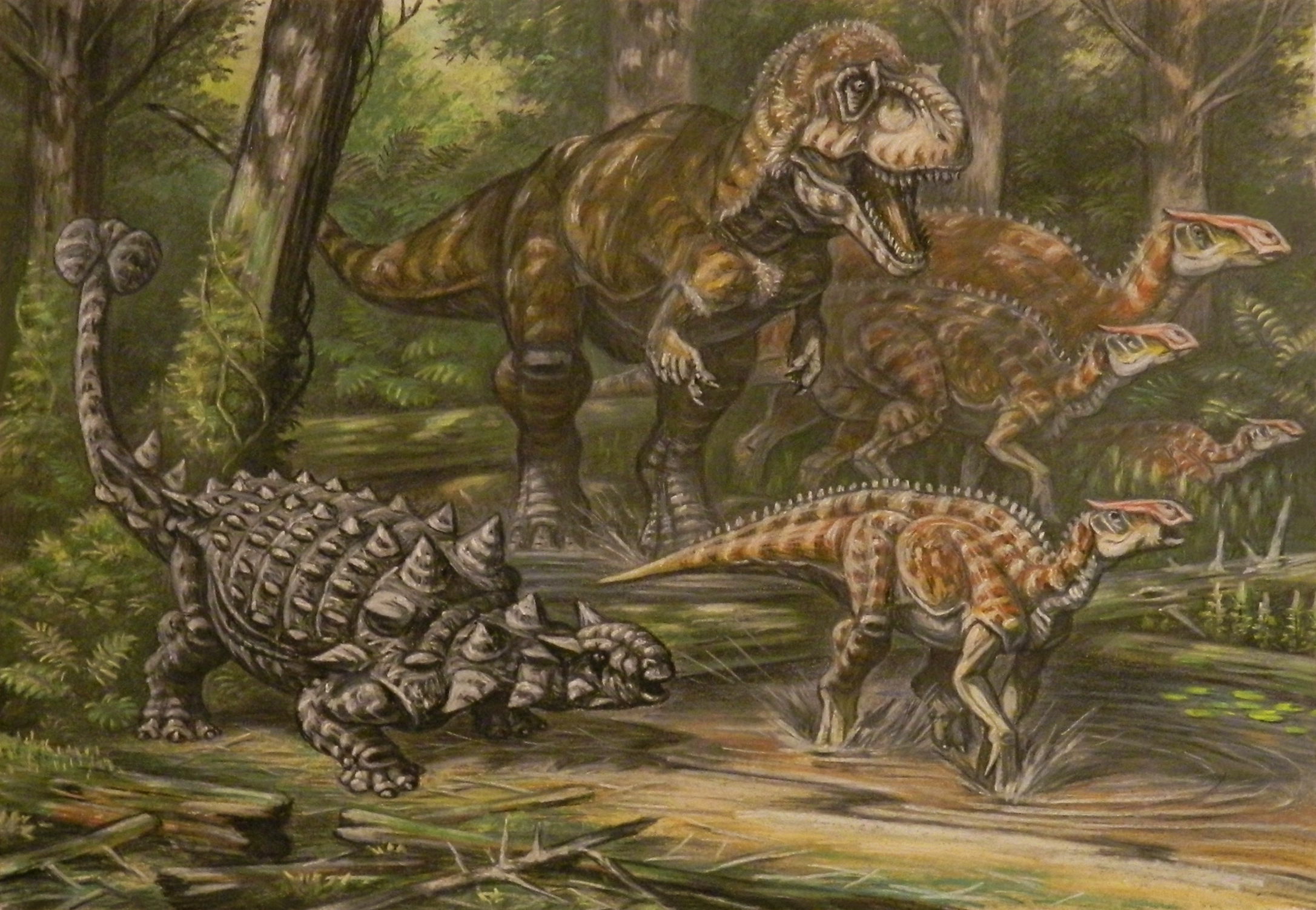
Rekonstrukce ekosystému souvrství Oldman - na ilustraci je Daspletosaurus, Brachylophosaurus a Scolosaurus.

Souvrství Oldman je významné geologické souvrství na území kanadské provincie Alberta. Sedimenty mají stáří 77,5 až 76,5 milionu let (geologický věk kampán, svrchní křída) a představují jedny z nejbohatších fosilních lokalit pro objevy druhohorních dinosaurů, spolu s o trochu mladším souvrstvím Dinosaur Park. Souvrství Oldman překrývá geologické souvrství Foremost a naopak je překryto zmíněným souvrstvím Dinosaur Park. Je tvořeno převážně pískovci, v menší míře pak jílovci a bentonitem. Zdejší vrstvy jsou až 100 metrů silné, ačkoliv běžnější je mocnost kolem 40 metrů. Tuto geostratigrafickou jednotku pojmenovali podle řeky Oldman kanadští geologové L. S. Russell a R. W. Landes v roce 1940.

## Paleontologický význam

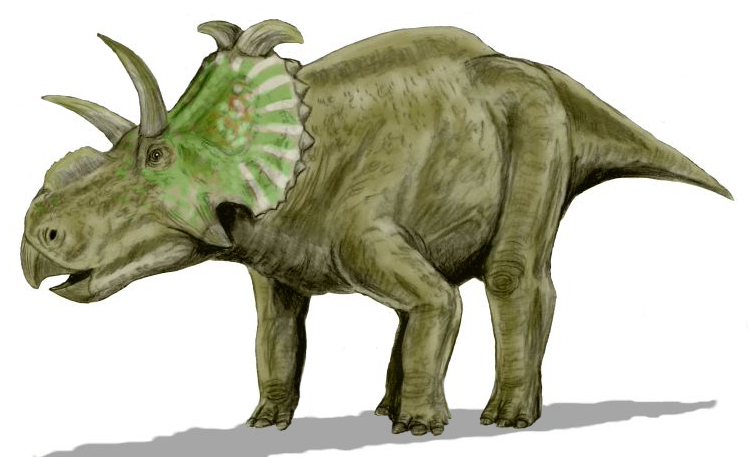
Rekonstrukce vzezření rodu Albertaceratops, zástupce dinosauří fauny souvrství Oldman.

Jedná se o oblast významnou pro paleontologické výzkumy, zejména pro výzkum dinosaurů z období svrchní křídy. Souvrství Oldman není tak bohaté jako mladší Dinosaur Park, přesto zde bylo identifikováno již několik desítek druhů dinosaurů. V době ukládání sedimentů se zde nacházela velká záplavová rovina, rozsáhlá vodní řečiště a močálovité nížiny, plné bujné subtropické vegetace. V tomto prostředí se dařilo dinosaurům i mnoha jejich plazím současníkům (krokodýlovitým plazům, ještěrům, želvám a dalším). V polovině 90. let 20. století zde byla objevena také vzácná fosilní vajíčka blíže neidentifikovaných dinosaurů zařazená do oorodu Prismatoolithus.

## Seznam popsaných druhů dinosaurů
Ceratopsia
- Albertaceratops nesmoi[7]
- Anchiceratops sp.
- Coronosaurus brinkmani[8]
- Gremlin slobodorum[9]
- Chasmosaurus brevirostris(?), C. russelli[10]
- Wendiceratops pinhornensis[11]

Ornithopoda
- Albertadromeus syntarsus[12]
- Brachylophosaurus canadensis[13]
- Corythosaurus casuarius[14]
- Gryposaurus sp.[15]
- Maiasaura sp.[16]
- Parasaurolophus walkeri[17]

Ankylosauria
- Scolosaurus cutleri[18]

Pachycephalosauria
- Foraminacephale brevis[19]
- Hanssuesia sternbergi[20]

Theropoda
- Daspletosaurus torosus[21]
- Dromaeosaurus sp.
- Hesperonychus elizabethae
- Paronychodon sp.?
- Richardoestesia sp.?
- Saurornitholestes langstoni[22]
- Struthiomimus[23]
- Troodon sp.?[24]